# 염화이플루오르화메테인
염화이플루오르화메테인은 염화 플루오린화 탄소에 속하는 화학 물질로, 화학식은 CHClF2이다. 흔히 에어컨의 냉매나 추진제로 사용된다. R-22라는 이름으로 많이 알려져 있다. 하지만 현재는 R-22가 오존층을 파괴하고 지구 온난화를 일으켜(지구 온난화 지수인 GWP가 1700이다) 몬트리올 의정서에 따라 선진국에서는 사용이 중단되었으며 개발도상국에서는 2030년까지 사용이 중지될 예정이다. R-22 대신 더 친환경적인 R-410a 냉매로 바뀌고 있는 추세이다.

## 용도
에어컨 냉매, 추진제뿐만 아니라 산업적으로는 유기불소 화합물을 만드는 데에 널리 사용된다. 테트라플루오로에틸렌의 전구체이기도 하다.

## 환경에 미치는 영향
예전에는 R-22도 다른 냉매에 비해 오존층을 덜 파괴시키기 때문에 널리 사용되었지만, 더 친환경적인 냉매가 개발됨에 따라 R-22도 다른 냉매로 대체되기 시작했다. 분자 내에 염소 원자가 포함되어 있기 때문에 오존층을 파괴한다. 또한 오존층 파괴뿐만이 아닌 지구 온난화에도 많은 영향을 미친다. 냉매가 얼마나 지구 온난화에 영향을 미치는지 판단할 때 사용되는 지수인 GWP(지구 온난화 지수)가 1810인데, 이는 이산화탄소의 1810배에 달하는 온실 효과를 가진다는 의미이다. 하지만 대체 냉매의 선택은 이 GWP로만 결정되지 않으며 오존층 파괴도 생각하여 종합적으로 결정된다. 한 예로 R-410a도 GWP는 2088이지만 오존층을 덜 파괴시키기 때문에 이 R-410a로 대체되는 것이다. 암모니아는 GWP가 1 미만이지만 유출 시 피해가 크기 때문에 가정용으로 사용되지 않는다. 프로판 또한 GWP가 3으로 낮지만 화재 위험성이 있기 때문에 대형 냉장고나 에어컨에는 사용되지 않는다.